# Rati Aleksidze
Rati Aleksidze (ur. 3 sierpnia 1978 w Tbilisi) – gruziński piłkarz, grający na pozycji napastnika w klubie Győri ETO.

## Kariera
Karierę piłkarską rozpoczął w Dinamie Tbilisi, w sezonie 1996/97. Wraz z Dinamem wywalczył trzy tytuły mistrza kraju w latach 1997, 1998, 1999. Podczas gry w Dinamie strzelił 33 gole w 71 występach, a zwłaszcza 12 goli w 14 meczach w sezonie 1999/00. W 2001 roku przeszedł do Chelsea F.C., a w 2002 roku wrócił do Dinama. W 2004 roku został kupiony przez rosyjski zespół FK Rostów, a następnie wrócił do Gruzji. W 2008 roku grał w Lokomotiwi Tbilisi, a w styczniu 2009 dołączył do węgierskiego klubu Győri ETO FC.